# 2K22 Tunguszka
A 2K22 Tunguszka (oroszul: 2К22 Тунгуска) orosz fejlesztésű önjáró légvédelmi harcjármű, melynek fegyverzete irányított rakétákból és gépágyúkból áll. A 2K22 GRAU-kódú rendszer feladata a gyalogsági és páncélos erők teljes körű védelme alacsonyan támadó repülőgépek, helikopterek és manőverező robotrepülőgépek ellen, bármely időjárási körülmények között. A jármű rakétáinak NATO-kódja SA–19 Grison.
Tovább fejlesztett változata a 2007-től gyártott  Pancir–SZ1.

## A rendszer elemei
Egy légvédelmi rakétaüteg 6 db 2SZ6 szállító-indító járműből áll, amelyek 9M311 föld-levegő rakétával, illetve 2 db 2A38 típusú 30 mm-es gépágyúval van felszerelve. 
A rendszerhez tartozik még ütegenként:
- 6 darab 2F77M töltő jármű, Kamaz-43101 (6x6) alvázon
- 1R10-1M javító-karbantartó jármű, Ural-43203 (6x6) alvázon, felépítménnyel
- 2F55-1M javító-karbantartó jármű, Ural-43203 (6x6) alvázon, felépítménnyel
- 2V-110-1 karbantartó jármű, Ural-43202 (6x6) alvázon, felépítménnyel
- MTO-ATG-M1 javító műhely berendezés, ZIL–131 (6x6) alvázon
- 9V921 automatikus, mobil tesztállomás, GAZ–66 alvázon, K-66 felépítménnyel.

## Fordítás
Ez a szócikk részben vagy egészben az 9K22 Tunguska című angol Wikipédia-szócikk ezen változatának fordításán alapul.  Az eredeti cikk szerkesztőit annak laptörténete sorolja fel. Ez a jelzés csupán a megfogalmazás eredetét és a szerzői jogokat jelzi, nem szolgál a cikkben szereplő információk forrásmegjelöléseként.